# Phaethornis rupurumii
Phaethornis rupurumii là một loài chim trong họ Trochilidae.